# Château de Wolfsgarten

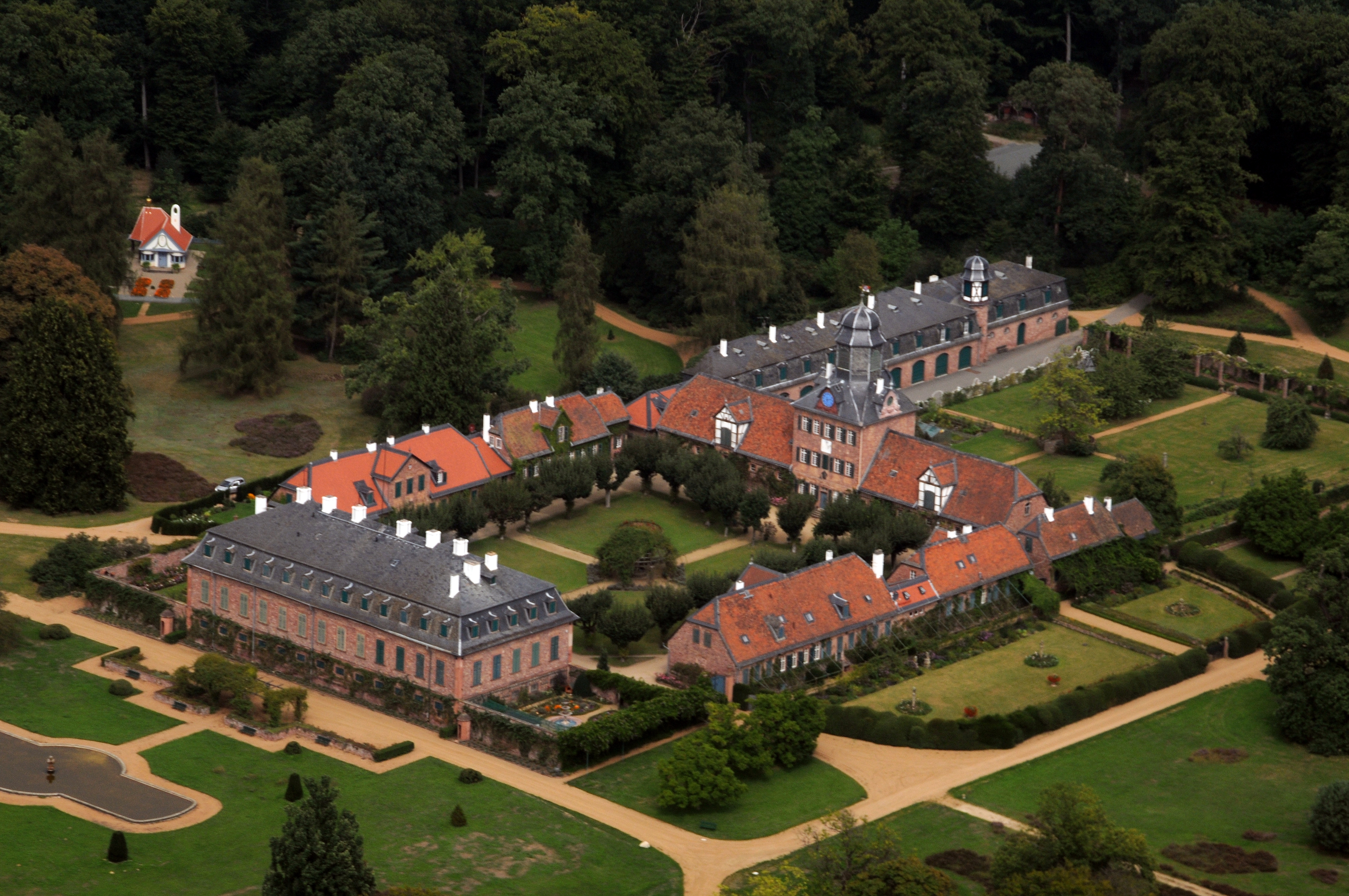
Le château de Wolfsgarten.

Le château de Wolfsgarten (en allemand : Schloß Wolfsgarten) est un ancien pavillon de chasse du XVIIe siècle devenu la résidence principale de la maison de Hesse au XXe siècle.
Bâti entre 1722 et 1724 à une quinzaine de kilomètres de Francfort-sur-le-Main, le château de Wolfsgarten naît du désir du landgrave Ernest-Louis de Hesse-Darmstadt de posséder une demeure adaptée à sa passion pour la vénerie.
Abandonné après 1768, lorsque les successeurs du souverain cessent de se passionner pour la chasse à courre, le château est réhabilité à partir de 1830.
Devenu la résidence campagnarde préférée des grands-ducs Louis IV et Ernest-Louis, le château de Wolfsgarten devient la demeure principale des Hesse-Darmstadt après la proclamation de la république en Hesse.
Propriété de la Fondation de la Maison de Hesse (Hessische Hausstiftung) depuis lors, le château est ouvert au public chaque année à l'occasion du festival des rhododendrons (sur deux week-end de mai) et du festival des jardins du château de Wolfsgarten (lors d'un week-end de septembre).